# UN-Ausschuss zum Schutz der Rechte von Menschen mit Behinderungen
Der Ausschuss zum Schutz der Rechte von Menschen mit Behinderungen, CRPD (engl. Committee on the Rights of Persons with Disabilities) ist ein von der UNO eingesetztes Kontrollorgan, welches die Umsetzung und Einhaltung vom Übereinkommen über die Rechte von Menschen mit Behinderungen (UN-Behindertenrechtskonvention, BRK) durch die Vertragsstaaten kontrolliert und Empfehlungen abgibt, wie sie die Umsetzung der BRK verbessern können.
Die Schaffung des CRPD - Ausschusses und dessen Aufgaben sind in Art. 34 ff. BRK festgelegt. Der CRPD besteht aus 18 Sachverständigen und tagt zweimal jährlich für jeweils eine Woche in Genf.

## Aufgaben und Tätigkeiten
Als Fachausschuss hat er die Aufgabe, die Einhaltung der Behindertenrechtskonvention (BRK) durch die Staaten, welche das Abkommen ratifizierten zu überwachen (Art. 43 BRK), was durch die Prüfung der Staatenberichte erfolgt (Art. 36 BRK). Wenn von einem Staat auch das Fakultativprotokoll (FP BRK) ratifiziert wurde, ist er auch befugt Individualbeschwerden zu prüfen (Art. 1 FP BRK) und Untersuchungen durchzuführen (Art. 6 FP BRK), sofern die Staaten bei Vertragsabschluss dem ausdrücklich zustimmten (Art. 8 FP BRK). Staatenbeschwerden sind im FP BRK nicht vorgesehen.
Seine Zuständigkeit ist es auch davon abhängig, welche Erklärungen und Vorbehalte die Staaten beim Vertragsabschluss machten (Art. 46 BRK, Art. 14 FP BRK).

### Die Vertragsgrundlage – BRK
Die Behindertenkonvention ist ein von der UNO geschaffener völkerrechtlicher Vertrag, welcher am 3. Mai 2008 in Kraft trat. Sämtliche Mitgliedsstaaten der UNO können diesem Übereinkommen beitreten und sich dadurch vertraglich verpflichten die Bestimmungen der BRK einzuhalten und die Chancengleichheit für Behinderte zu fördern und ihre gesellschaftliche Diskriminierung zu unterbinden. Dazu das Recht auf ein unabhängiges und selbstbestimmtes Leben, gleiches Recht auf eine eigene Familie, das Recht auf Beschäftigung, das Recht auf einen angemessenen Lebensstandard und sozialen Schutz, gleicher Zugang zu Bildung, gleiches Recht auf Teilhabe am öffentlichen und kulturellen Leben sowie Schutz vor Gewalt, Ausbeutung und Missbrauch.
Das Fakultativprotokoll zur BRK sieht ein Individualbeschwerdeverfahren vor und trat ebenfalls am 3. Mai 2008 in Kraft.

### Ratifikationsstand
| deutschsprachige Länder              | in Kraft | Deutschland | Liechtenstein | Österreich | Schweiz  |
| ------------------------------------ | -------- | ----------- | ------------- | ---------- | -------- |
| Behindertenrechtskonvention (BRK)    | 03.05.08 | 24.02.09    | ----          | 26.09.08   | 15.04.14 |
| Fakultativprotokoll zur BRK (FP BRK) | 03.05.08 | 24.02.09    | ----          | 26.09.08   | ----     |

Die Behindertenkonvention wurde bisher von 177 und das Fakultativprotokoll von 94 Staaten ratifiziert, (Stand Februar 2019).

## Verfahrensordnung
Zur Ausführung seiner in Art. 34 ff. BRK definierten Aufgaben, erstellte der Ausschuss eine Verfahrensordnung - VerfO (engl. Rules of Procedure), in welcher die Organisation, Verfahrensabläufe und Zuständigkeiten beim Ausschuss geregelt sind, (Art. 34 Abs. 10 BRK).
Sie besteht aus 4 Teilen: I. Allgemeine Bestimmungen, II. Aufgaben des Ausschusses, III Auslegung und Änderungen und als Anhang die Leitlinien für die Unabhängigkeit des Ausschusses. Des Weiteren ist sie unterteilt in 15 Kapitel und enthält 97 als Regel bezeichnete Ausführungsbestimmungen.
Die maßgeblichen Kapitel der VerfO sind:
- Kap. 12 Das Berichtsverfahren der Vertragsstaaten nach Art. 35 f. BRK
- Kap. 14 Prüfung von Individualbeschwerden nach Art. 1 FP BRK
- Kap. 14 Untersuchungsverfahren nach Art. 6 FP BRK

## Staatenberichte
Die überwiegende Tätigkeit des Ausschusses besteht in der Bewertung der periodischen Berichte der Vertragsstaaten in welchen sie darlegen müssen, wie sie den Vertrag umsetzten (Art. 35 f. BRK). Der Ablauf der Prüfung ist im Kap. 12 der VerfO umschrieben und der Ausschuss erließ eine Richtlinie, wie diese Berichte einzureichen seien.
Die Vertragsstaaten müssen beim Ausschuss binnen zwei Jahren nach Inkrafttreten des Übereinkommens einen Erstbericht (engl. Initial report) einreichen, danach alle vier Jahre einen periodischen Staatenbericht (engl. Periodical reports). Wenn der Ausschuss keine erhebliche Mängel feststellt, kann das vereinfachte Verfahren (engl. Simplified reporting procedure) durchgeführt werden (Regel 48ter VerfO).
Am Staatenberichtsverfahren können sich auch Nichtregierungsorganisationen (NGOs), nationale Menschenrechtsorganisationen (NHRIs) und Behindertenorganisationen aktiv beteiligen und Parallelberichte zu den Staatenberichten einreichen, um eine unzureichende Umsetzung der BRK durch die Vertragsstaaten aufzuzeigen. Dabei können Lücken oder Fehler des Staatenberichts verdeutlicht und auf Defizite hingewiesen werden. Solche Parallelberichte können für den Ausschuss sehr aufschlussreich sein (Regel 49 ff. VerfO).
Für die Berichtsprüfung verfasst der Ausschuss eine Themenliste (engl. List of themes). Er prüft dann an einer öffentlichen Verhandlung die Staatenberichte, an welcher diese Stellung zu den Fragen des Ausschusses nehmen können. Er versucht festzustellen, ob der Vertragsstaat die BRK korrekt umsetzte und wie er bestehende Mängel beheben könnte. Für die Teilnahme Dritter an der öffentlichen Verhandlung ist eine Zulassung erforderlich (englisch Accreditation).
Stellt der Ausschuss bei der Berichtsprüfung fest, dass der Staat seine vertraglichen Verpflichtungen nicht erfüllt hat, so kann er Vorschläge machen und allgemeine Empfehlungen abgeben, wie er diese Mängel beheben soll (Art. 36 Abs. 5 BRK). Diese werden als „Abschließenden Beobachtungen“ (engl. Concluding Observations) bezeichnet.
Diese Empfehlungen des Ausschusses sind rechtlich nicht bindend. Deren Umsetzung kann nicht erzwungen werden und Sanktionen sind gegenüber dem betreffenden Staat nicht vorgesehen.
Da die Staaten teilweise ihren vertraglichen Verpflichtungen nicht nachkommen und keine oder verspätet Berichte einreichen, erstellte das UN-Hochkommissariat für Menschenrechte, (UNHCHR), eine Liste, in welcher die Staaten aufgeführt sind, welche ihre Berichte pünktlich einreichen (z. B. Italien, die Schweiz usw.) und eine Liste mit den Staaten die in Verzug sind (z. B. Deutschland, Österreich, der Vatikan etc.).

## Individualbeschwerden
Die Individualbeschwerden werden euphemistisch als Mitteilungen bezeichnet. Sofern ein Staat das Fakultativprotokoll zur BRK (FP BRK) ratifizierte, kann der Ausschuss auch Individualbeschwerden gegen diesen Vertragsstaat prüfen. Dazu schuf er ein Beschwerdeformular (englisch Model complaint form) und ein dazugehörendes Informationsblatt.
Die Abläufe des Beschwerdeverfahrens sind im Kap. 14 der VerfO aufgeführt, die formellen Anforderungen an die Individualbeschwerden in Art. 2 FP BRK. Die Beschwerde muss schriftlich eingereicht werden, sie darf nicht anonym sein und muss in einer der Arbeitssprachen des Ausschusses verfasst sein, dazu muss der nationale Rechtsweg erfolglos durchlaufen sein. Erst dann kann beim Ausschuss eine Beschwerde eingereicht werden, eine Beschwerdefrist ist nicht vorgesehen, dennoch wird üblicherweise eine Beschwerde nach fünf Jahren nicht mehr entgegengenommen (ratione temporis). Die Beschwerde kann mit der Begründung abgelehnt werden, der Ausschuss sei nicht zuständig, da die geltend gemachte Verletzung nicht in der BRK enthalten sei (ratione materiae) oder sie würde ein Missbrauch des Beschwerderechts darstellen. Die gleiche Beschwerde darf auch nicht auch bei einem anderen internationalen Organ (z. B. beim EGMR, einem anderen UN-Vertragsorgan o. ä.) eingereicht werden.
Die bei der UNO eingereichten Beschwerden werden zuerst vom Sekretariat des Hochkommissars für Menschenrechte (UNHCHR) formell geprüft. Dann wird die Beschwerde entweder abgelehnt oder registriert und an den Ausschuss weitergeleitet (Regel 55 f. VerfO). Über die Anzahl der bereits vom Sekretariat abgelehnten Beschwerden wird keine Statistik geführt.
Wurde die Beschwerde vom Sekretariat abgelehnt, wird dies dem Beschwerdeführer in einem Standardschreiben mitgeteilt, als Grund wird meistens ungenügende Begründung angegeben, obwohl eine Abklärungspflicht bestünde (Regel 55 VerfO). Falls die Beschwerde entgegengenommen wurde, wird sie an den betreffenden Staat zur Stellungnahme weitergeleitet, woraufhin dieser die Einrede der Unzulässigkeit einbringen kann (Art. 3 FP KRK, Regel 70 VerfO).
Daraufhin prüft der Ausschuss die materielle Zulässigkeit der Beschwerde. Wenn er die Beschwerde für unzulässig erklärte, dann begründet er – im Gegensatz zum Sekretariat – seinen Entscheid der Unzulässigkeit der Beschwerde. Erst nachher setzt er sich mit der Beschwerde inhaltlich auseinander (Art. 71 f. VerfO). Hatte der Ausschuss eine Vertragsverletzung festgestellt, erteilt er dem Staat Vorschlägen und Empfehlungen wie er diese beheben könne (Art. 5 BRK, Regel 73 VerfO).
Der betroffene Vertragsstaat wird dann gebeten, dem Ausschuss die Umsetzung der Vorschlägen und Empfehlungen mitzuteilen. Die Empfehlungen des Ausschusses sind rechtlich nicht bindend, ihre Umsetzung kann nicht erzwungen werden, es ist nur ein Anschlussverfahren (engl. Follow-up) vorgesehen, in welchem die Umsetzung der Empfehlungen durch den Staat prüft wird (Art. 75 VerfO). Sanktionen sind nicht vorgesehen, es wird nur erwähnt, dass der Ausschuss Maßnahmen ergreifen kann, ohne diese näher zu bezeichnen.

### Vorsorgliche Maßnahmen
Bei der Einreichung einer Individualbeschwerde können auch Vorsorgliche Maßnahmen (engl. Interim measures) verlangt werden (Regel 64 VerfO), wenn ein nichtwiedergutzumachender Schaden droht. Solche Anträge müssen so schnell wie möglich – mit dem Vermerk Urgent Interim measures versehen sein, damit das Sekretariat genügend Zeit hat, das Begehren zu prüfen und – falls die Beschwerde nicht abgelehnt wurde – gegebenenfalls solche Maßnahmen anzuordnen.
Der Ausschuss kann auch von sich aus solche Maßnahmen anordnen (Art. 4 FP BRK), sie stellt jedoch kein Entscheid über die Zulässigkeit der Beschwerde oder der Feststellung einer Vertragsverletzung durch den Staat dar.

### Beschwerden beim Ausschuss und dem EGMR
Eine Beschwerde bspw. wegen Verstoß gegen das Folterverbot gemäß Art. 15 BRK und Art. 3 EMRK darf nicht gleichzeitig beim Ausschuss und dem EGMR oder einem anderen UN-Vertragsorgan eingereicht werden, es ist jedoch zulässig beim Ausschuss eine Beschwerde wegen Verstoß gegen Art. 20 BRK Persönliche Mobilität und beim EGMR eine Beschwerde wegen Verstoß gegen Art. 11 EMRK Versammlungs- und Vereinigungsfreiheit einzureichen, da es keine Überschneidung gibt, sondern verschiedene Vertragsverletzungen durch den Staat betrifft.
Es gibt Beschwerden, welche zuerst beim EGMR eingereicht, von diesem jedoch nicht entgegengenommen wurden, mit der Standardbegründung: die Beschwerde hat keinen Anschein einer Verletzung der in der Konvention (EMRK) oder ihren Zusatzprotokollen garantierten Rechte und Freiheiten. Die daraufhin beim UN-Ausschuss eingereichte Beschwerde mit der Begründung abgelehnt wurde, sie sei angebliche vom EGMR geprüft worden, obwohl der EGMR die Beschwerde gar nicht materiell prüfte, sondern nicht entgegennahm.
Sinngemäß der Entscheid No. 577/2013 des CAT-Ausschusses vom 9. Februar 2016, i.S. N.B. c. Russland wegen Folter. Der Beschwerdeführer hatte gleichzeitig beim EGMR eine identische Beschwerde eingereicht (No. 33772/13), weswegen der CAT-Ausschuss die Beschwerde ablehnte (RZ 8.2). In der Urteilsdatenbank HUDOC des EGMR gibt es jedoch kein Urteil mit der No. 33772/13, da die Beschwerde von der Kanzlei verweigert und aus dem Register gestrichen wurde – somit vom EGMR nicht geprüft wurde.
Im Gegensatz zu den UN-Ausschüssen, lehnt der EGMR Individualbeschwerde ab, welche im Wesentlichen mit einer schon vorher vom EGMR geprüften Beschwerde übereinstimmt (Art. 35 Abs. 2 lit b EMRK). Die UN-Ausschüsse nehmen solche identischen Beschwerden entgegen, bis die Staaten ihre Gesetze und Rechtsprechung ändern.

## Untersuchungsverfahren
Das Fakultativprotokoll beinhaltet ein Untersuchungsverfahren, welches dem Ausschuss die Befugnis gibt, Untersuchungen durchzuführen, wenn zuverlässige Informationen über schwerwiegende oder systematische Verletzungen gegen die BRK durch einen Vertragsstaat vorliegen, die Mitwirkung des betreffenden Vertragsstaats wird dabei angestrebt (Art. 6 f. BRK). Dieses Untersuchungsverfahren ist im Kapitel 15 der VerfO geregelt.
Die Voraussetzung dazu ist, dass der Staat bei der Ratifikation des Vertrags in einer Erklärung die diesbezügliche Zuständigkeit des Ausschusses für ein solches Untersuchungsverfahren anerkannten (Art. 8 BRK). Bisher führte der Ausschuss zwei solcher Untersuchungsverfahren durch, eines gegen England und eines gegen Spanien. Bei Vertragsabschluss lehnten Guinea-Bissau und Syrien solche Untersuchungsverfahren ab.
Zuerst werden die erhaltenen Informationen geprüft (Regel 82 ff. VerfO), der Ausschuss kann auch vor Ort im betroffenen Staat Abklärungen vornehmen, sofern der Staat dem zustimmt. Nachdem das Untersuchungsverfahren abgeschlossen ist, übermittelt er die Untersuchungsergebnisse zusammen mit etwaigen Bemerkungen und Empfehlungen dem betreffenden Vertragsstaat, welcher innerhalb von sechs Monaten den Ausschuss über die getroffenen oder beabsichtigten Maßnahmen unterrichten soll (Art. 6 Abs. 3 BRK).
Der Ausschuss kann in den nächsten Staatenberichten die Umsetzung der Empfehlungen prüfen (Regel 90 VerfO) oder auch ein Anschlussverfahren (Follow-up) zur Überprüfung der staatlichen Umsetzung der Empfehlungen durchführen (Art. 7 BRK). Zwangsmassnahmen gegen den Staat sind nicht vorgesehen.

## Allgemeine Bemerkungen
Zur Auslegung und Präzisierung der einzelnen BRK-Bestimmungen veröffentlicht der Ausschuss Allgemeine Bemerkungen (engl. General comments). Sie sollen Missverständnisse ausräumen und die Vertragsstaaten bei der Erfüllung ihrer vertraglichen Verpflichtungen behilflich sein.